# Antoine Winfield
Antoine D. Winfield (* 24. Juni 1977 in Akron, Ohio) ist ein ehemaliger US-amerikanischer American-Football-Spieler auf der Position des Cornerbacks. Er spielte von 1999 bis 2003 für die Buffalo Bills und von 2004 bis 2012 für die Minnesota Vikings in der National Football League (NFL). Im Laufe seiner Karriere wurde er drei Mal in den Pro Bowl gewählt.

## Karriere

### College
Winfield spielte College Football für die Buckeyes an der Ohio State University. In seinem letzten Jahr, 1998, gewann er den Jim Thorpe Award, eine Auszeichnung für den besten College-Defensive-Back.

### NFL
Er wurde in der ersten Runde des NFL Drafts 1999 von den Buffalo Bills ausgewählt. Bei den Bills bekam er bereits in der zweiten Saison einen Platz als Starter. Während seiner Zeit bei den Bills gelangen ihm 211 Tackles, sowie ein Sack.
Die Minnesota Vikings wurden auf den Cornerback aufmerksam und verpflichteten ihn 2004. In den ersten sechs Spielzeiten bei den Vikings brachte er es auf 434 Tackles und drei Sacks. 2006 erzielte er seinen ersten von fünf Touchdowns. Er wurde sowohl 2008 als auch 2009 in den Pro Bowl gewählt.
Die amerikanische Sportzeitung Sports Illustrated nannte Antoine Winfield 2007 auf Platz 31 der 500 besten NFL-Spieler.
Im März 2013 entließen die Minnesota Vikings den Cornerback aus Gehaltsgründen. Die Seattle Seahawks verpflichteten Winfield einen Monat später für ein Jahr. Noch vor dem Start der Regular Season verkündete Winfield seinen Rücktritt aus der NFL.

## Privat
Sein Sohn Antoine Winfield Jr. spielt als Safety für die Tampa Bay Buccaneers ebenfalls in der NFL.